# Albion (Illinois)
Albion je grad u američkoj saveznoj državi Ilinois. Prema popisu stanovništva iz 2010. u njemu je živjelo 1.988 stanovnika.